# Francesco-Caracciolo-Klasse
Die Francesco-Caracciolo-Klasse war eine Klasse von vier Schlachtschiffen der Regia Marina, deren Bau zwischen 1914 und 1915 begonnen wurde, die aber wegen des Ersten Weltkriegs nicht fertiggestellt wurden. Die Schiffe sollten nach bedeutenden Personen der italienischen Seefahrtsgeschichte benannt werden.

## Geschichte

### Planung
Die Planungen für die Klasse begannen 1912. Als Anforderungen wurde eine Bewaffnung von zwölf 38,1-cm-Geschützen in vier Drillingstürmen, zu dieser Zeit die stärkste der Welt, eine starke Panzerung und hohe Geschwindigkeit festgesetzt. Das Kaliber diente zur Überflügelung des für die Österreichische Marine entwickelten 35,5-cm-Geschützes, das auf der Ersatz-Monarch-Klasse zum Einsatz kommen sollte. Für die Durchführung der Entwürfe war General und Marineingenieur Edgardo Ferrati zuständig. Anfang 1913 lagen zwei Entwürfe mit einer Bewaffnung von neun bzw. zwölf 38,1-cm-Geschützen und 29.000 ts bzw. 35.000 ts Deplacement zur Entscheidung vor. Man entschloss sich letztlich zu einem überarbeiteten Entwurf mit vier Zwillingstürmen, der Ähnlichkeiten mit der britischen Queen-Elizabeth-Klasse aufwies. Vier Einheiten wurden bewilligt.

### Bau
Die Schiffe wurden 1914 und 1915 auf Kiel gelegt. Der Bau der letzten drei Schiffe wurde Anfang 1916 in noch dem Anfangsstadium wegen des Ersten Weltkriegs gestoppt, das Material abgebrochen. Der Bau des Typschiffs Francesco Caracciolo wurde Anfang 1916 ebenfalls gestoppt und 1919 wieder aufgenommen. Es lief am 12. Mai 1920 vom Stapel, wurde aber bereits im Oktober des gleichen Jahres aus dem Schiffsregister gestrichen. Anschließende Planungen, sie in einen Flugzeugträger oder ein Schnellfrachtschiff umzubauen wurden fallen gelassen und der unfertige Rumpf wurde 1921 abgewrackt.

## Technische Beschreibung

### Maße
- Länge über alles: 212,1 m
- Länge an der Wasserlinie: 201,6 m
- Breite: 29,6 m
- Schlankheitsgrad: etwa 6,8
- Tiefgang: maximal 9,5 m
- Verdrängung
  - Standard: 29.260 ts
  - Konstruktion: 32.800 ts
  - maximal: 34.000 ts
- Antriebsleistung
  - normal: 70.000 WPS
  - forciert: 105.000 WPS
- Geschwindigkeit
  - normal 25 kn
  - forciert 28 kn
- Treibstoffvorrat
  - normal: 1.800 ts Öl
  - maximal: 3.500 ts Öl
- Aktionsradius: 8.000 sm bei 10 kn
- Besatzung: 1935 Mann

Quellen:

### Antrieb
Als Antrieb waren 4 Parsons-Turbinen, die über 4 Wellen 4 Propeller antreiben, vorgesehen. Der Dampf sollte von 20 ölgefeuerten Yarrow-Kesseln erzeugt werden. Mit dieser Antriebsanlage sollte eine Antriebsleistung von 70.000 WPS und 25 kn erreicht werden, sie sollte auf bis zu 105.000 WPS und 28 kn forcierbar sein. Für den Rauchabzug waren 2 Schornsteine vorgesehen. Die Steuerung sollte über 2 hintereinander angeordnete Ruder erfolgen.

### Bewaffnung

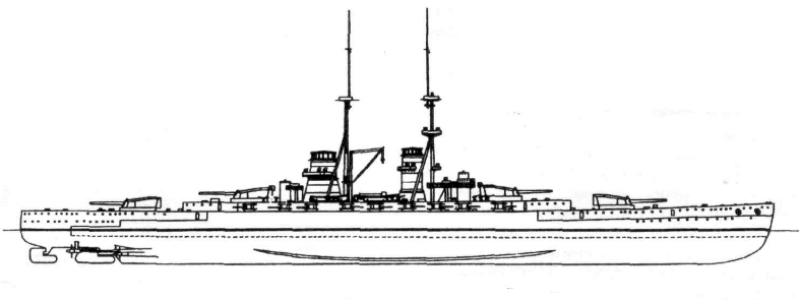
Zeichnung der Klasse

#### Hauptbewaffnung
Als Schwere Artillerie waren acht 38,1-cm-SK L/40 vorgesehen. Diese sollten 875 kg schwere Granaten, etwa so schwer wie die der Queen-Elizabeth-Klasse und fast 100 kg schwerer als die der deutschen Bayern-Klasse, verschießen. Sie sollten in vier Zwillingstürmen in überfeuernder Endaufstellung, d. h. je ein Turm auf Vor- und Achterdeck sowie je ein Turm mittschiffs überhöht, sodass er den äußeren Turm überfeuern kann, angeordnet werden. Dieses Schema weicht von denen der vorangegangenen italienischen Schlachtschiffklassen ab, bei denen es sich entweder um das Cuniberti-System mit vier hintereinander angeordneten Türmen in der Symmetrieachse, einer auf dem Vorder-, einer auf dem Achterdeck und zwei mittschiffs, oder eine überfeuernde Endaufstellung mit zusätzlichem Mittelturm handelte. Gegenüber diesen hat sie den Vorteil, dass sowohl alle Türme Breitseitfeuer als auch je zwei Türme mit der Hälfte der Feuerkraft Beschuss über Bug oder Heck abgeben können. Es besteht also kein Bereich, in dem der Feind vor dem Großteil des Beschusses geschützt ist, was in der Schlacht von Vorteil ist. Bei den vorangegangenen Klassen sind über Bug oder Heck nur vier von zwölf oder fünf von 13 Geschütze einsetzbar, womit der Feind, wenn er vor oder hinter dem italienischen Schiff ist, dieses entweder zwingen kann, beizudrehen, um mehr Geschütze einzusetzen, oder nur einen kleinen Teil der eigenen Feuerkraft zu nutzen. Die Geschütze wurden, nachdem sie nicht in den Schlachtschiffen eingesetzt wurden, für mehrere Monitore verwendet.

#### Mittelartillerie
Für die Mittelartillerie waren zwölf, ursprünglich 18, 15,2-cm-SK L/45 vorgesehen. Diese konnten pro Minute sechs 48 kg schwere Granaten verschießen. Sie sollten in Kasematten zwischen den inneren Türmen postiert werden.

#### Torpedobootabwehr
Zur Abwehr von Torpedobooten waren 24 7,6-cm-SK vorgesehen, auf deren Einbau später jedoch verzichtet werden sollte.

#### Flugabwehr
Die Flugabwehr sollte aus zwölf 4-cm-Geschützen L/39 bestehen. Diese konnten 80 0,9 kg schwere Geschosse pro Minute 4 km weit verschießen. Sie sollten wohl auf den Türmen der Schweren Artillerie offen postiert werden.

#### Feuerleiteinrichtungen, Entfernungsmesser etc.
Zur Beobachtung sollten zwei Masten, der erste hinter dem Brückenturm, der zweite zwischen den Schornsteinen, genutzt werden. Über die geplanten Entfernungsmesser und Feuerleiteinrichtungen ist nichts bekannt.
Quelle:

### Panzerschutz
Als Panzerschutz war ein Vertikalpanzer, ein Horizontalpanzer, zwei Torpedoschotte und gesonderte Panzerung für die Türme der Schweren Artillerie, die Kasematten der Mittelartillerie und den Kommandoturm vorgesehen.
Der Vertikalpanzer zum Schutz vor flach einschlagenden Geschossen sollte aus einem Seitenpanzer, der im Bereich der lebenswichtigen Einrichtungen, der Kessel- und Maschinenräume sowie der Munitionskammern der Schweren Artillerie, der sog. Vitalia, stärker als an Bug und Heck sein sollte, Panzerquerschotten, die ihn nach vorne und achtern abschließen, und einem auf dem Seitenpanzer aufsetzendem Zitadellpanzer bestehen.
Der Horizontalpanzer gegen steil einfallende Geschosse sollte aus einem gepanzerten Oberdeck, das auch die Kasematten schützt, und einem Panzerdeck mit Böschungen, die es mit dem Seitenpanzer verbinden, bestehen.
Die einzelnen Panzerstärken sollten betragen:
- Vertikalpanzer
  - am Bug: 150 mm
  - im Bereich der lebenswichtigen Einrichtungen: 300 mm
  - am Heck: 150 mm
  - Panzerquerschotten: unbekannt
  - Zitadellpanzer: 230 mm
- Horizontalpanzer
  - Oberdeck: 16 mm
  - Panzerdeck: 30 mm
  - Böschungen: 35 mm
- Torpedoschotte
  - äußeres Torpedoschott: 25 mm
  - inneres Torpedoschott: 10 mm
- Geschütztürme der Schweren Artillerie
  - Stirnseite: 400 mm
  - Seiten: 150 mm
  - Decke: unbekannt
- Kasematten: 150 mm
- Kommandoturm
  - Vorderseite: 340 mm
  - Seiten: unbekannt
  - Rückseite: 300 mm
  - Schacht, der ihn mit dem Panzerdeck verbindet: unbekannt

### Schutzsysteme
Der Unterwasserschutz sollte durch den Expansionsraum, den die beiden Torpedoschotte den Explosionsgasen von Torpedo- oder Minentreffern boten, und einen Doppelboden gewährleistet werden. Im Falle eines solchen Treffers sollten die Explosionsgase im Bereich zwischen der Außenhülle und dem äußeren, stärkeren Torpedoschott an Druck verlieren und von diesem aufgehalten werden. Wenn es dennoch bricht, sollte der dahinter liegende Expansionsraum und das innere Torpedoschott sie endgültig aufhalten, ohne dass sie die Munitionskammern oder Kessel- und Maschinenräume erreichen, wo sie durch Wassereinbrüche oder die Explosion der Munitionsvorräte die Versenkung des Schiffs auslösen können. Torpedowulste waren nicht vorhanden. Somit war der Unterwasserschutz weiter entwickelt als bei den vorhergegangenen Klassen, die über keine Torpedoschotte verfügten.

### Besatzung
Vorgesehen war eine Besatzung von 1935 Mann, davon 420 Offiziere, Unteroffiziere und Mannschaften auf Zeit.

## Einzelne Schiffe und Verbleib

### Francesco Caracciolo
- Namensgeber: Francesco Caracciolo (evtl. vorgesehener Name Enrico Dandolo)
- Kiellegung am 12. Oktober 1914 im Marinearsenal in Castellammare di Stabia
- Unterbrechung der Bauarbeiten im März 1916 wegen des Ersten Weltkriegs
- Fortführung der Bauarbeiten ab Oktober 1919
- Stapellauf am 12. Mai 1920
- Planungen zum Umbau zum Flugzeugträger (so z. B. bei Lexington, Saratoga und Béarn)
- Verkauf am 25. Oktober 1920 zum Umbau zum Schnellfrachter, Umbau nicht erfolgt wegen fehlender Rentabilität
- 1921 abgewrackt

### Francesco Morosini
- Namensgeber: Francesco Morosini
- Kiellegung am 27. Juni 1915 (nach dem Eintritt Italiens in den Ersten Weltkrieg) bei Cantieri Navali Fratelli Orlando in Livorno
- Baustopp 1916 in frühem Bauzustand, danach Abbruch des Materials

### Cristoforo Colombo
- Namensgeber: Cristoforo Colombo (evtl. vorgesehener Name Goffredo Mameli)
- Kiellegung am 14. März 1915 bei Cantieri Navali Ansaldo, Sestri Ponente
- Baustopp 1916 in frühem Bauzustand, danach Abbruch des Materials; Verwendung der Geschütze als Eisenbahngeschütze

### Marcantonio Colonna
- Namensgeber: Marcantonio Colonna (evtl. vorgesehener Name Giuseppe Mazzini)
- Kiellegung am 3. März 1915  bei Cantieri Navali Odero, Sestri Ponente
- Baustopp 1916 in frühem Bauzustand, danach Abbruch des Materials

Quelle:

## Vergleich und Bewertung
Im Vergleich zu den Schlachtschiffen der anderen Seemächte, die um 1914 auf Kiel gelegt wurden, sind vier Eigenschaften auffällig:
Die Bewaffnung ist, vergleichbar mit der britischen Queen-Elizabeth- und Revenge- sowie der deutschen Bayern-Klasse, sehr stark.
Die Geschwindigkeit ist die weltweit höchste, höher als die der Queen-Elizabeth-Klasse. Sie wäre forciert etwa auf dem Niveau der eines Schlachtkreuzers gewesen.
Die Verdrängung ist sehr groß, vergleichbar mit der der US-amerikanischen Pennsylvania- und der japanischen Fusō-Klasse.
Der Fahrbereich ist sehr hoch, ebenfalls nur von der Fusō-Klasse erreicht.
Zudem ist bemerkenswert, dass sich die italienische Marine auf einen reinen Ölantrieb festlegte. Somit stellt sich die nicht fertiggestellte Klasse mit ihrer Kombination aus gutem Panzer- und Unterwasserschutz, sehr starker Bewaffnung und sehr hoher Geschwindigkeit als stärkste Klasse im Mittelmeerraum und Super-Dreadnought dar.